# 三酸化キセノン
三酸化キセノン（さんさんかキセノン、Xenon trioxide）は、化学式が XeO3 と表されるキセノンの酸化物。キセノンの酸化数は +6 で、非常に強力な酸化剤で、水と反応するとゆっくり分解して酸素とキセノンを放出する。この反応は太陽光への曝露によって速められる。有機物と接触すると爆発する。
六フッ化キセノン (XeF6) やオキシ四フッ化キセノン (XeOF4) の加水分解によって発生する。Smith によって 1963年に化合物の外見やX線構造などの報告がなされている。XeO3 を得るための加水分解には水のほか、ジフルオロリン酸 (F2P(O)OH) も用いられる。
XeO3 は水酸化ナトリウムの水溶液中を1～2週間放置すると過キセノン酸ナトリウム (Na4XeO6) の結晶を生じる。